# Biliong
Il Biliong è un'ascia malese. può essere usata sia come utensile che come potenziale arma.

## Descrizione e utilizzi
Il Biliong è un'ascia utilizzata soprattutto per scopi non bellici (con possibili e funzionali utilizzi in battaglia), è originaria della Malaysia e viene prodotta (escludendo la lama) interamente con vegetali. Il manico è in legno mentre la lama (realizzata spesso in ferro o altri metalli) è legata da fibre vegetali o liane degli alberi della foresta. È tutt'oggi utilizzata.